# Orchideae
Az Orchideae a spárgavirágúak (Asparagales) rendjébe sorolt kosborfélék (avagy orchideafélék, Orchidaceae) névadó alcsaládjának (kosborformák, Orchidoideae) egyik nemzetségcsoportja mintegy hatvan nemzetséggel.

## Származása, elterjedése
Ebbe a nemzetségcsoportba jellemzőbb európai kosborfélék  tartoznak.

## Rendszertani felosztása
- Az ide sorolt nemzetségek nagy többségétől jól elkülönül a Habenariinae al-nemzetségcsoport két nemzetséggel:
  - Habenaria,
  - Herminium.[1]

Más szerzők ezeket egyetlen nemzetségbe (Arnottia) vonják össze.
- A Hemipiliopsis nemzetség rendszertani helyzete bizonytalan.
- A többi nemzetséget:
  - Aceras
  - Aceratorchis
  - Amerorchis
  - Amitostigma
  - Anacamptis
  - Androcorys
  - Aorchis
  - Barlia
  - Bartholina
  - Benthamia
  - Bonatea
  - Brachycorythis
  - Centrostigma
  - Chamorchis
  - Chondradenia
  - Chusua
  - Coeloglossum
  - Comperia
  - Cynorkis
  - ujjaskosbor (Dactylorhiza)
  - Diphylax
  - Diplomeris
  - Dracomonticola
  - Galearis
  - bibircsvirág (Gymnadenia)
  - Hemipilia
  - Herminium
  - sallangvirág (Himantoglossum)
  - Holothrix
  - Megalorchis
  - Neobolusia
  - Neotinea
  - Neottianthe
  - Nigritella
  - Oligophyton
  - bangó (Ophrys)
  - kosbor (Orchis)
  - Peristylus
  - Physoceras
  - Piperia
  - Platanthera
  - Platycoryne
  - Ponerorchis
  - Porolabium
  - Pseudodiphryllum
  - Pseudorchis
  - Roeperocharis
  - Schizochilus
  - Serapias
  - Smithorchis
  - Stenoglottis
  - Steveniella
  - Symphyosepalum
  - Thulinia
  - Traunsteinera
  - Tsaiorchis
  - Tylostigma
  - Veyretella

az Orchidinae al-nemzetségcsoportba foglalják össze. Közülük a Neottianthe, Hemipilia, Ponerorchis nemzetségek némileg elkülönülnek a többiektől.

## Megjelenése, felépítése
Rügyeikben a levelek redősek, bennük a lemezre és nyélre tagolódás egyáltalán nem ismerhető fel. Leveleikben nincsenek vaszkuláris csomagok.
A virág csőröcskéjében ragadós massza kötődik a portok alsó végéhez. Ezt a tapétumsejtekből kialakult fernikulum köti össze a pollenrekeszek tartalmával. A pollen kicsiny, tömött csomócskákban tapad egy központi oszlophoz; minden pollínium teljes egészében jut át a bibére. A porzó — akár a Neottieae nemzetségcsoport (Epidendroideae alcsalád) több fajánál — széles alappal ül a bibeoszlopon. A legtöbb faj virágjában két, egymás mellett álló tapadókorong van.

## Életmódja, élőhelye
A legtöbb faj évelő lágyszárú. A kedvezőtlen időszakokat igen terjedelmes gyökérgumós hajtásrügyeik vészelik át.